# Aston Martin AMR23
L'Aston Martin AMR23 è una monoposto di Formula 1 realizzata dalla scuderia Aston Martin per prendere parte al campionato mondiale di Formula 1 2023.
La vettura è stata presentata il 13 febbraio 2023.

## Livrea
Il colore predominante della livrea della AMR23 rimane il verde da corsa britannico. Lungo le fiancate sono ancora poste le strisce verdi fosforescenti che percorrono la parte bassa della carrozzeria dal muso alle pance, mentre gli altri dettagli dello stesso colore che erano presenti sulla AMR22 sono stati rimossi. È largamente utilizzato anche il nero, dovuto a sezioni di carbonio lasciato a vista, sul fondo della vettura, sull'halo, sulle parti superiori delle pance e sulle ali, mentre la parte posteriore del cofano motore viene verniciata di verde, a differenza della precedente AMR22. Solamente la parte inferiore dell'ala mobile è colorata e, nello specifico, con il verde e l'azzurro del co-title sponsor Aramco, dove tra l'altro trova spazio il suo logo.

## Caratteristiche
La vettura riprende la filosofia delle pance introdotte sulla AMR22 al Gran Premio di Spagna 2022, evolvendole. La forma rimane dunque spiovente con un grande scavo sotto la bocche dei radiatori, le quali hanno una nuova forma, più tondeggiante e con il labbro inferiore più lungo di quello superiore. Scompare il piccolo scavo laterale che spostava i flussi dalla parte superiore verso l'esterno, mentre nella parte più interna delle pance c'è un grande scavo che porta i flussi verso il fondo. Il muso è completamente nuovo, più lungo e tondeggiante e si appoggia sul mainplane dell'ala anteriore e anche l'ala è meno rialzata al centro rispetto a quella della AMR22. Cambiano le sospensioni anteriori che, pur rimanendo del tipo push-rod, sono nettamente più sofisticate in modo tale da controllare meglio i flussi. Infine, allineandosi alla configurazione introdotta da Red Bull al Gran Premio di Gran Bretagna 2022 e poi ripresa da quasi tutti i team nel 2023, la zona del cofano motore assume la forma di un "doppio cannone" che, nella parte più prossima all'ala posteriore, scende, andando a cercare l'effetto downwash, in modo tale da alimentare ancora il diffusore, anche grazie all'aria energizzata da alcuni sfoghi di aria calda posti proprio sopra ai cannoni. Aderendo alle modifiche regolamentari per l'anno 2023, l'AMR23 ha il fondo rialzato di 10 mm nella parte centrale e di 15 mm sul bordo laterale e degli specchietti più grandi.

## Carriera agonistica

### Test
I test si svolgono in Bahrain, organizzati su tre giorni. L'Aston Martin si presenta con un'auto sicuramente evoluta e con l'obiettivo di avvicinarsi ai top team. Durante i test, l'AMR23 mostra un buon passo gara e in generale ha un soddisfacente comportamento in pista. Chiude la prima giornata di test in seconda e quattordicesima posizione, rispettivamente con Fernando Alonso e Felipe Drugovich, campione di Formula 2 in carica che sostituisce Lance Stroll, il quale ha avuto un infortunio ai polsi durante un allenamento in bicicletta. La seconda giornata si apre con la scelta del team di far correre il solo Alonso, il quale conquista a fine giornata la terza piazza dimostrando ancora buon passo. Infine, l'ultima giornata si conclude con Alonso in nona e Drugovich in decima posizione. 
L'Aston Martin dimostra di essere una monoposto che genera carico aerodinamico, con una efficiente gestione del porpoising e una buona meccanica. Si evidenziano gli aspetti di una macchina con una positiva gestione delle gomme, oltre che una buona velocità nei settori guidati (sia bassa che alta velocità). Punto debole della vettura è un eccessivo drag aerodinamico e risulta essere una delle monoposto a soffrirne di più. In generale si comprende che la squadra di Silverstone potrà puntare a un piazzamento in campionato migliore rispetto alla deludente stagione 2022.

### Stagione
La vettura si dimostra nettamente più competitiva rispetto alla precedente, tanto che nei primi appuntamenti stagionali si dimostra in grado di competere per le posizioni di testa, ottenendo diversi piazzamenti a podio con Alonso ed occupando sino al Gran Premio di Monaco il ruolo di 2° forza in campionato.
Nelle successive gare, a causa soprattutto degli aggiornamenti apportati dalla concorrenza nonché dai risultati modesti di Stroll, l'Aston Martin perde il vantaggio accumulato in precedenza venendo presto superata da Mercedes e quasi raggiunta da Ferrari. 
Dopo ben quattro gran premi conclusi senza podio, in Olanda Alonso giunge secondo con tanto di giro veloce alle spalle di Verstappen, ottenendo il settimo podio stagionale sia per lui che per il team.
Dalla seconda metà di stagione, comunque, le prestazioni della vettura calano vistosamente, con i piloti lontani dal podio e Stroll che fatica a raggiungere la zona punti. Il crollo di competitività fa retrocedere la scuderia in classifica costruttori, superata anche da una McLaren in risalita. La scuderia ritrova eccezionalmente competitività nella fase finale della stagione, concludendo con doppio piazzamento in zona punti gli ultimi tre GP.
L'Aston Martin termina così il 2023 al 5º posto assoluto in classifica costruttori con 280 punti (maggior bottino mai ottenuto sino a quel momento), dei quali 206 conquistati da Fernando Alonso e 74 da Stroll.

## Piloti
| Piloti ufficiali   | Piloti ufficiali  | Piloti ufficiali |
| Nazione            | Nome              | Numero           |
| ------------------ | ----------------- | ---------------- |
| Canada (bandiera)  | Lance Stroll      | 18               |
| Spagna (bandiera)  | Fernando Alonso   | 14               |
| Piloti di riserva  |                   |                  |
| Nazione            | Nome              | Numero           |
| Brasile (bandiera) | Felipe Drugovich  | 34               |
| Belgio (bandiera)  | Stoffel Vandoorne |                  |

## Risultati in Formula 1
| Anno | Team                | Motore   | Gomme | Piloti |   |     |   |    |    |     |   |   |    |    |    |   |    |    |    |     |    |     |     |   |   |    | Punti | Pos. |
| ---- | ------------------- | -------- | ----- | ------ | - | --- | - | -- | -- | --- | - | - | -- | -- | -- | - | -- | -- | -- | --- | -- | --- | --- | - | - | -- | ----- | ---- |
| 2023 | Aston Martin Aramco | Mercedes | P     | Stroll | 6 | Rit | 4 | 78 | 12 | Rit | 6 | 9 | 94 | 14 | 10 | 9 | 11 | 16 | NP | Rit | 11 | 7   | 17* | 5 | 5 | 10 | 280   | 5º   |
| 2023 | Aston Martin Aramco | Mercedes | P     | Alonso | 3 | 3   | 3 | 46 | 3  | 2   | 7 | 2 | 5  | 7  | 9  | 5 | 2  | 9  | 15 | 8   | 68 | Rit | Rit | 3 | 9 | 7  | 280   | 5º   |

| Legenda | 1º posto     | 2º posto | 3º posto    | A punti         | Senza punti/Non class.  | Grassetto – Pole position Corsivo – Giro più veloce Apice – Risultato Sprint (A punti) |
| Legenda | Squalificato | Ritirato | Non partito | Non qualificato | Solo prove/Terzo pilota | Grassetto – Pole position Corsivo – Giro più veloce Apice – Risultato Sprint (A punti) |

* – Indica il pilota ritirato ma ugualmente classificato avendo coperto, come previsto dal regolamento, almeno il 90% della distanza di gara.